# Colonche
El colonche o nochol es un licor fermentado, dulce y efervescente típico del Bajío, región centro-norte de México, hecho a partir de fermentar pulpa de la tuna cardona, fruto del nopal u opuntia. De origen prehispánico, su consumo se da de julio a octubre, cuando el nopal da frutos, y durante este tiempo se puede encontrar en fiestas patronales de pueblos y ciudades. Sin embargo, el colonche es menos común año tras año, pues está en vías de desaparecer.

## Elaboración
Para su preparación, los frutos de nopal se pelan y se trituran para obtener el jugo, que se hierve durante 2-3 horas. Algunas personas agregan hojas de higuera o ramitas de canela para aromatizar. También se puede hacer colonche de pitaya.
Después de enfriar, el jugo se deja fermentar durante unos pocos días. A veces se le agrega colonche viejo como iniciador de la fermentación, aunque también es común usar tibicos o la propia piel de la tuna, en cuya superficie se encuentran los microorganismos. Entre otros microorganismos responsables de la fermentación espontánea de Colonche, se ha identificado la levadura Torulopsis taboadae.

## Difusión
A pesar de tener una historia de por lo menos dos mil años, el colonche está a punto de desaparecer. Se consume de manera aislada en San Luis Potosí, Aguascalientes, Guanajuato, norte de Jalisco, Zacatecas, y más raramente en Chihuahua, Sonora e Hidalgo. Para promocionar la bebida, en 2015 en la comunidad de Laguna de Guadalupe del municipio de San Felipe en Guanajuato se creó la primera feria del colonche de México, lugar donde inicia el «Gran Tunal» y puede observarse la identidad cultural así como la flora y fauna del lugar.
En 2003, el micólogo mexicano Teófilo Herrera Suárez, publicó el libro titulado Más allá del pulque y el tepache, en donde describe las bebidas alcohólicas tradicionales mexicanos tales como el pozol, tesgüino y el colonche.